# Per l'uccisione di Eratostene
Per l'uccisione di Eratòstene, o Apologia per l'uccisione di Eratostene (in greco antico: Ὑπὲρ τοῦ Ἐρατοσθένους φόνου ἀπολογία?), conosciuta anche come In difesa di Eufileto per l'uccisione di Eratostene, è una celebre orazione di Lisia (la prima orazione del Corpus Lysiacum), pronunciata ad Atene davanti al Delfinio alla fine del V secolo a.C.
Scopo dell'opera è la difesa del cittadino ateniese Eufileto dall'accusa di omicidio premeditato, da parte dei parenti dell'ucciso, Eratostene di Oe. La strategia difensiva adottata dall'autore è semplice ed efficace: dimostrare la legittimità dell'omicidio, in quanto rientrante nel "φόνος δίκαιος" (phonos dikaios), ossia delitto d'onore, previsto dalla legge di Dracone, sostenendo che l'accusato abbia compiuto tale gesto a causa della relazione adulterina stretta da Eratostene con la moglie di Eufileto.

## Struttura
Lisia è il modello a cui molti retori della tradizione classica si sono ispirati, la struttura della sua orazione funge, quindi, da matrice per tutta la produzione successiva.
L'orazione è composta da un Exordium, il cui scopo è catturare l'attenzione e la benevolenza dei giudici; una Propositio, destinata all'introduzione dell'argomento; la Narratio, che rappresenta la parte centrale dell'opera e consiste nel racconto degli avvenimenti dal punto di vista del narratore; l'Argumentatio e la Refutatio, con le quali vengono fornite le prove di innocenza (o colpevolezza) e vengono respinte le accuse della controparte; infine, la Conclusio, con il fine di riassumere i tratti essenziali dell'orazione, con il successivo congedo dalla giuria.

## Trama dellanarratio
Il contadino Eufileto descrive gli avvenimenti relativi al proprio matrimonio con la giovane moglie, nel periodo di poco precedente all'accaduto. Dopo la nascita del figlio, egli, ormai, si fida della consorte, credendo che tale fiducia potesse rafforzare il loro legame. Possedendo una casa a due piani, per agevolare l'allattamento del piccolo, accetta di trasferirsi al piano superiore, lasciando quello inferiore alle donne, fatto insolito nell'Atene del tempo.
Un giorno, tornato in anticipo dai campi, si trova di fronte ad un comportamento insolito da parte della moglie: infatti, ella, dovendo allattare il figlio, che piangeva al piano di sotto, chiude il marito in camera, con la scusa di essere gelosa delle avances del marito alla servetta. La stessa notte il contadino ode aprirsi l'uscio di casa; il mattino dopo la moglie dice di essersi dovuta recare a casa dei vicini quella notte, e, particolare a cui Eufileto non bada subito, ha il viso truccato, nonostante fosse in lutto per la perdita del fratello.
Le cose continuano in questo modo per diverso tempo, finché Eufileto, avvicinato da una vecchia, viene a scoprire la verità: la donna che ha mandato la signora, vecchia amante di Eratostene, si è insospettita per le visite sempre meno frequenti dell'amante, ha mandato la serva ad indagare e, una volta scoperta la nuova relazione, spinta dalla gelosia, ha incaricato la serva di riferire tutto ad Eufileto.
Quest'ultimo, astutamente, fa credere alla propria serva di sapere tutti i particolari della sua complicità nell'adulterio della moglie, spingendola a confessare di essere complice della tresca fra Eratostene e la moglie di Eufileto. Così l'uomo organizza, con la complicità della donna e di quattro testimoni, un tranello nel quale Eratostene e la moglie cadono in pieno, venendo colti in flagrante. Eratostene viene così ucciso per la pubblica utilità dal marito tradito.

## Stile
Senza discostarsi dallo stile che lo caratterizza, Lisia, piuttosto che cercare "πάθος" ed enfatizzare l'esposizione, preferisce dare un'impronta ben definita, davanti alla giuria popolare, al personaggio di Eufileto, delineandolo come onesto cittadino, ancora prima che marito tradito, il quale agisce per il bene comune. Ciò grazie al linguaggio semplice e chiaro, privo quasi completamente di figure retoriche e forme poetiche, utilizzato nei suoi aspetti più comuni, straordinariamente appropriati ad un personaggio come Eufileto. 
Inoltre, evita strategicamente ogni riferimento al nome di Eratostene, sempre appellandosi a lui come "quell'uomo" o semplicemente "l'uomo", con l'effetto di distaccare la giuria dall'ucciso, posto sotto la luce dell'illegalità.
Anche i personaggi femminili, come la moglie e la complice serva, sono tratteggiati in maniera negativa e ritenute infide e pusillanimi, in netta contrapposizione con il "giusto" Eufileto.
Grazie a tali peculiarità, l'orazione è un ottimo esempio del "discorso di parte", successivamente ripreso dalla tradizione oratoria successiva, soprattutto da Cicerone e Quintiliano.